# Ranchería
Ranchería je rijeka u Kolumbiji. Izvire na padinama planine Sierra Nevada de Santa Marta, a ulijeva se u Karipsko more.

## Vanjske poveznice
|  | Zajednički poslužitelj ima još gradiva o temi Ranchería |